# Гълъбина
Гълъбина е българско женско име, мъжката форма е Гълъбин.
Това име означава „да е мила като гълъб“. Символ на мира и независимостта.
Гълъбина има имен ден на 22 септември.

## Известни хора, носещи име Гълъбина
- Гълъбина Петрова (1943), българска учен, професор, юрист.